# Bighash
Bighash (persiska: بيغش) är en ort i Iran. Den ligger i provinsen Hamadan, i den nordvästra delen av landet, 280 km sydväst om huvudstaden Teheran. Bighash ligger 2 059 meter över havet och antalet invånare är 676.
Terrängen runt Bighash är huvudsakligen kuperad, men den allra närmaste omgivningen är platt. Bighash ligger nere i en dal.Runt Bighash är det ganska tätbefolkat, med 54 invånare per kvadratkilometer. Närmaste större samhälle är Gamasa, 15,6 km norr om Bighash. Trakten runt Bighash består i huvudsak av gräsmarker.